# Айхен (Вестервальд)
Айхен (нім. Eichen) — громада в Німеччині, розташована в землі Рейнланд-Пфальц. Входить до складу району Альтенкірхен. Складова частина об'єднання громад Фламмерсфельд.
Площа — 4,27 км2. Населення становить 528 ос. (станом на 31 грудня 2020).